# Карпушин, Александр Романович
Алекса́ндр Рома́нович Карпу́шин (род. 16 апреля 1949) —  российский дипломат. Чрезвычайный и полномочный посол (2009).

## Биография
Окончил Донецкий политехнический институт (1972), Высшую партийную школу при ЦК Компартии Украины (1984) и Дипломатическую академию МИД СССР (1989). Владеет португальским, английским и украинским языками.
На дипломатической работе с 1989 года.
- В 1994—1995 годах — заведующий отделом Четвёртого европейского департамента МИД России.
- В 1995—1999 годах — советник, советник-посланник Посольства России в Белоруссии.
- В 2000—2002 годах — начальник отдела Департамента по связям с субъектами Федерации, парламентом и общественно-политическими организациями МИД России.
- В 2002—2004 годах — заместитель директора Департамента по связям с субъектами Федерации, парламентом и общественно-политическими организациями МИД России.
- С 28 сентября 2004 по 14 января 2011 года — чрезвычайный и полномочный посол Российской Федерации в Республике Кабо-Верде[1][2].
- В 2011—2014 годах — директор Управления делами (Департамента) МИД России.
- С 10 июля 2014 по 16 сентября 2019 года — чрезвычайный и полномочный посол Российской Федерации в Албании[3][4].

## Дипломатический ранг
- Чрезвычайный и полномочный посланник 2 класса (13 апреля 1999)[5]
- Чрезвычайный и полномочный посланник 1 класса (6 марта 2007)[6]
- Чрезвычайный и полномочный посол (20 ноября 2009)[7]

## Награды
- Знак отличия «За безупречную службу» XXX лет (14 октября 2012) — за большой вклад в реализацию внешнеполитического курса Российской Федерации и многолетнюю добросовестную работу[8].

## Личная жизнь
Женат.